# 黑竹镇
黑竹镇，是中华人民共和国四川省雅安市名山区下辖的一个乡镇级行政单位。2019年12月，撤销廖场乡，将原廖场乡万坝村、藕塘村、廖场村、新场村、桂芳村所属行政区域划归黑竹镇管辖。

## 行政区划
黑竹镇下辖以下地区：
黑竹社区、黑竹关村、鹤林村、莲花村、王山村、白腊村和冯山村。